# Sherlock Holmes (serie de filme din 1939)

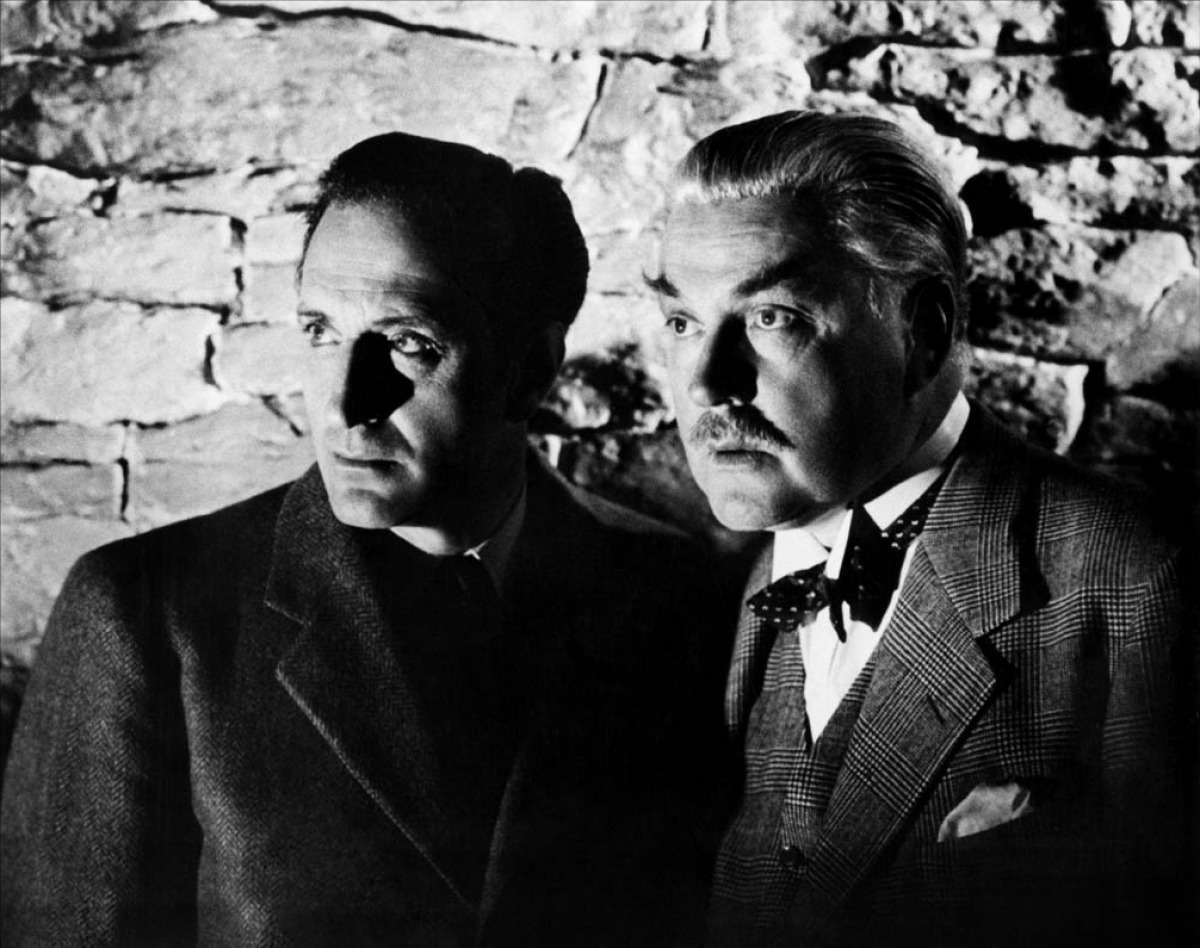
Basil Rathbone și Nigel Bruce în Sherlock Holmes - Arma secretă

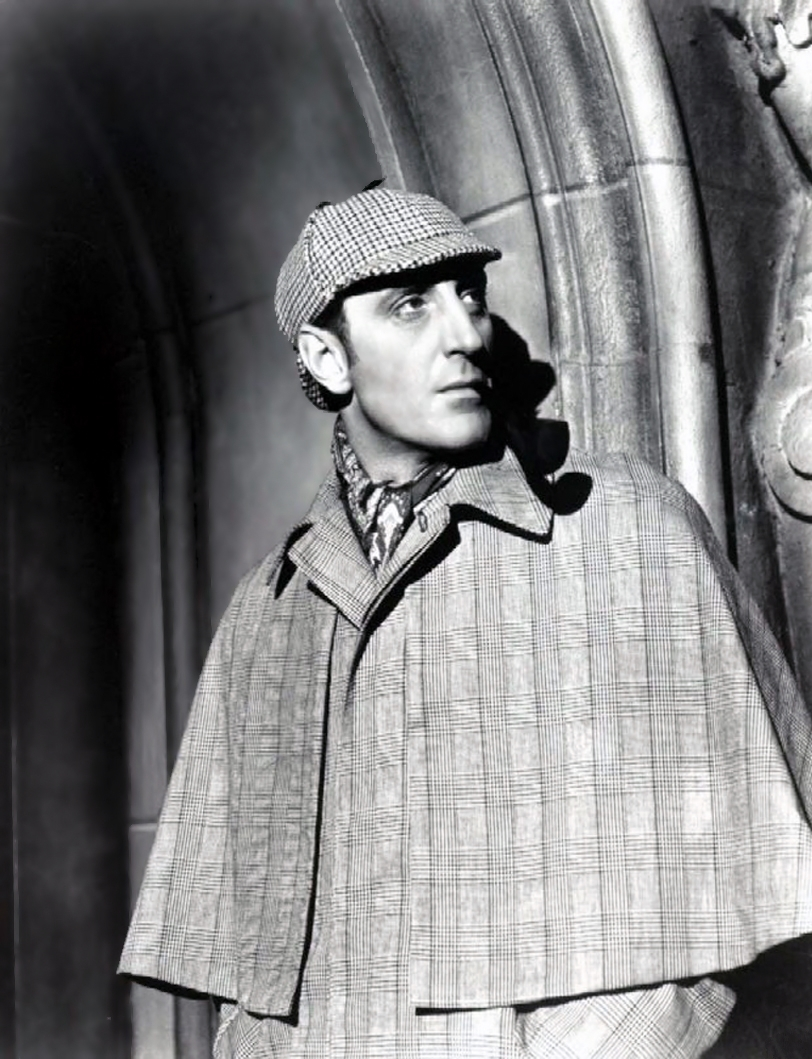
Basil Rathbone ca Sherlock Holmes

Basil Rathbone și Nigel Bruce au interpretat personajele lui Arthur Conan Doyle, Sherlock Holmes și, respectiv, Doctorul Watson, într-o serie de 14 filme alb-negru produse în perioada 1939 - 1946. Cele mai multe dintre filme au fost regizate de Roy William Neill. Primul film a fost regizat de Sidney Lanfield.  Primele două filme, produse de Fox, au loc în perioada victoriană a povestirilor originale. Celelalte douăsprezece filme, produse de Universal Pictures și cu Rathbone/Bruce în rolurile principale, au avut loc în vremurile contemporane premierelor (adică, în anii 1940).
4 filme ale seriei sunt în domeniul public, Sherlock Holmes - Arma secretă, Sherlock Holmes - Femeia în verde, Sherlock Holmes - Preludiu la crimă și Sherlock Holmes - Teroare în noapte.

## Lista filmelor
- 1. The Hound of the Baskervilles (1939)[7]
- 2. The Adventures of Sherlock Holmes (1939)[8][9]
- 3. Sherlock Holmes and the Voice of Terror (1942)[10][11]
- 4. Sherlock Holmes and the Secret Weapon (1943)[12][13]
- 5. Sherlock Holmes in Washington (1943)[14][15]
- 6. Sherlock Holmes Faces Death (1943)[16][17]
- 7. The Spider Woman (1944)[18][19]
- 8. The Scarlet Claw (1944)[20][21]
- 9. The Pearl of Death (1944)[22][23]
- 10. The House of Fear (1945)[24][25]
- 11. The Woman in Green (1945)[26][27]
- 12. Pursuit to Algiers (1945)[28][29]
- 13. Terror by Night (1946)[30][31]
- 14. Dressed to Kill (1946)[32][33]

## Prezentare generală
| Titlu                                   | Premiera           | Regizor           | Bazat pe (de Sir Arthur Conan Doyle dacă nu este specificat altfel)                                      | Note                 |
| --------------------------------------- | ------------------ | ----------------- | --- | -------------------- |
| The Hound of the Baskervilles           | 31 martie 1939     | Sidney Lanfield   | The Hound of the Baskervilles (1901–02)                                                                  | [ 1 ] [ 7 ]          |
| The Adventures of Sherlock Holmes       | 1 septembrie 1939  | Alfred L. Werker  | Sherlock Holmes (1899) de William Gillette și Conan Doyle                                                | [ 8 ] [ 9 ]          |
| Sherlock Holmes and the Voice of Terror | 18 septembrie 1942 | John Rawlins      | "His Last Bow" (1917)                                                                                    | [ 10 ] [ 11 ]        |
| Sherlock Holmes and the Secret Weapon   | 12 februarie 1943  | Roy William Neill | "The Adventure of the Dancing Men" (1903)                                                                | [ 12 ] [ 13 ]        |
| Sherlock Holmes in Washington           | 30 aprilie 1943    | Roy William Neill | Poveste originală                                                                                        | [ 14 ] [ 15 ]        |
| Sherlock Holmes Faces Death             | 17 septembrie 1943 | Roy William Neill | "The Adventure of the Musgrave Ritual" (1893)                                                            | [ 16 ] [ 17 ]        |
| The Spider Woman                        | 21 ianuarie 1944   | Roy William Neill | "The Adventure of the Dying Detective" (1913), The Sign of the Four (1890) și "The Final Problem" (1893) | [ 18 ] [ 19 ] [ 34 ] |
| The Scarlet Claw                        | 26 mai 1944        | Roy William Neill | Poveste originală                                                                                        | [ 20 ] [ 21 ]        |
| The Pearl of Death                      | 22 septembrie 1944 | Roy William Neill | The Adventure of the Six Napoleons (1904)                                                                | [ 22 ] [ 23 ]        |
| The House of Fear                       | 16 martie 1945     | Roy William Neill | "The Five Orange Pips" (1891)                                                                            | [ 24 ] [ 25 ]        |
| The Woman in Green                      | 15 iunie 1945      | Roy William Neill | "The Adventure of the Empty House" (1894)                                                                | [ 26 ] [ 27 ] [ 35 ] |
| Pursuit to Algiers                      | 26 octombrie 1945  | Roy William Neill | Poveste originală                                                                                        | [ 28 ] [ 29 ]        |
| Terror by Night                         | 1 februarie 1946   | Roy William Neill | "The Adventure of the Blue Carbuncle" (1892)                                                             | [ 30 ] [ 31 ]        |
| Dressed to Kill                         | 7 iunie 1946       | Roy William Neill | Poveste originală                                                                                        | [ 33 ] [ 32 ]        |